# Svømmekonkurrence
|  | Denne artikel er oprettet af botten Steenthbot ud fra en ekstern database. Den kan derfor have sproglige fejl eller mangler. Denne skabelon kan fjernes efter kontrol af indholdet. |

Svømmekonkurrence er en dansk dokumentarisk optagelse fra 1906 instrueret af Peter Elfelt.

## Handling
Optagelser fra Badeanstalten Helgoland 1906: svømmekonkurrence og udspring fra 1 meter-vippen.